# Альтурас (ранчерия)
Альтурас (англ. Alturas Indian Rancheria) — индейская резервация признанного на федеральном уровне племени ачумави в Калифорнии. Племя контролирует территорию площадью 20 акров (81 000 м2) недалеко от Альтураса, штат Калифорния, в округе Модок. Численность племени оценивается в 15 человек. Племени принадлежит казино Desert Rose и кафе Rose в Альтурасе. Резервация находится примерно в миле к юго-востоку от города Альтурас.

## Правительство
Ранчерия Альтурас была создана в результате усиленной федеральной политики США по реорганизации индейцев, известной как «прекращение». Согласно Национальной библиотеке индейского права, ранчерия индейцев Альтураса в настоящее время управляется в соответствии с конституцией, принятой в 1964 году в составе индейцев Пит-Ривер. Она содержит различные статьи, определяющие название, территорию, членство, руководящий орган, выборы, статьи и отстранение, полномочия Генерального совета и Делового комитета, Билль о правах, поправки и отмену, а также принятие.
Принятие этой конституции означало конец «доверительных отношений» федерального правительства с индейскими племенами. Новая политика была направлена на ассимиляцию. Федеральные льготы и услуги по поддержке были отменены. Публичный закон 280 (1953) и Программа переселения (1963) привели к роспуску племенного правительства и сокращению численности населения.

## Язык
Ачумави также известны как индейцы реки Пит. Традиционно они говорили на языке ачумави. Однако этот язык утрачивается по мере того, как новые поколения индейцев Альтураса изучают английский как свой родной язык.

## Образование
Ранчерия обслуживается Объединенным школьным округом Модок.

## Традиции и культура
Известно не так много традиций и церемоний индейцев Альтурас. Из первых рук известно, что когда мальчики и девочки становились взрослыми, им прокалывали уши. Кроме того, мальчики должны были уходить в горы одни на ночь, а девочки — танцевать и петь в течение 10 ночей.
Мужчины носили юбки из шкур животных, а женщины — шорты и юбки, обычно из оленьей шкуры. Мужчины иногда носили легинсы и мокасины из тех же материалов. Если оленья шкура была недоступна, они иногда использовали измельченную кору кедра. Женщины делали татуировки на лице, а мужчины прокалывали нос, чтобы вставить ракушку или кость.
Рацион индейцев Альтурас похож на рацион других индейцев Северной Калифорнии. Они, в основном, питаются желудями, мясом оленя и лососем.